# Grotta Katafyki (Citno)
Katafyki  (in greco moderno: Καταφύκι) è una grotta situata a Dryopida sull'isola di Citno nelle Cicladi in Grecia.

## Nome
È stato chiamato "Rifugio" per via del suo uso come ricovero in varie epoche. Porta anche il nome di Grotta di Georgos Martino in onore del geologo che l'ha studiata.

## Descrizione
Si trova in località Firès di Dryopida, a 190 metri s.l.m. La Grotta naturale si sviluppa per 600 m. A cui si aggiunge una galleria artificiale, lunga 2000 m, che termina nell'area di Kynidos realizzata allo scopo di estrazione e trasporto di minerali con carrelli. A causa di tale utilizzo nella grotta si sono formati tunnel di lunghe dimensioni dove scorre l'acqua di un torrente. Si stima che le gallerie della grotta si estendano per una superficie di circa 3500 m².
All'ingresso della grotta c'è un pianoro chiamato piccola piazza proseguendo si trova la piazza grande dove gli abitanti di Dryopida festeggiavano e ballavano durante la festa pasquale della Risurrezione.
Più a destra si trovano alcuni cunicoli, due dei quali conducono alla sala delle stalattiti che misura 25x17 metri dove si trovano numerose stalattiti e stalagmiti. Le stalattiti della sala hanno vari colori e forme con nomi come medusa, orsacc'è una formazione chiamata gournaki dove si accumula dell’acqua tra stalattiti e stalagmiti. Gli esplosivi utilizzati dai minatori hanno distrutto parte delle decorazioni formate da stalattiti e stalagmiti della grotta, nonché, in misura minore, anche i fuochi accesi per i rituali all'interno della grotta hanno compromesso alcune parti.
Le rocce della grotta sono stratificate in altezza (ardesie, marmo e altri minerali). La grotta è stata utilizzata come miniera di ferro dove il principale materiale minerario è l'ematite.

## Accesso
L'accesso alla grotta è agevole in quanto si trova all'interno dell'abitato di Dryopida. A causa del suo utilizzo nel passato come miniera vi si trovano numerosi pozzi che lo hanno reso nel tempo pericoloso da visitare.
La grotta è illuminata e la sua temperatura è di 17 °C. È possibile accedere con visite guidate lungo il suo percorso. In diverse parti della grotta si possono vedere i resti del suo utilizzo come miniera (rotaie, carrelli, ecc.).
La grotta è stata utilizzata come miniera fin dall'antichità. Dalla bibliografia è possibile trovare numerosi riferimenti alle miniere di metallo a Citno. L'estrazione del ferro in tempi moderni è stata attiva dal 1835 al 1940. Dal 1910 lo sfruttamento è stato condotto da Compagnie minerarie straniere.

## Gestione e restauro
La grotta di Katafyki è gestita dal Comune di Citno. Dopo due anni di sospensione dell’accesso al pubblico, voluta dal Ministero della Cultura per motivi di sicurezza, nel luglio 2015 le grotte sono state nuovamente rese visitabili.

## Galleria d'immagini

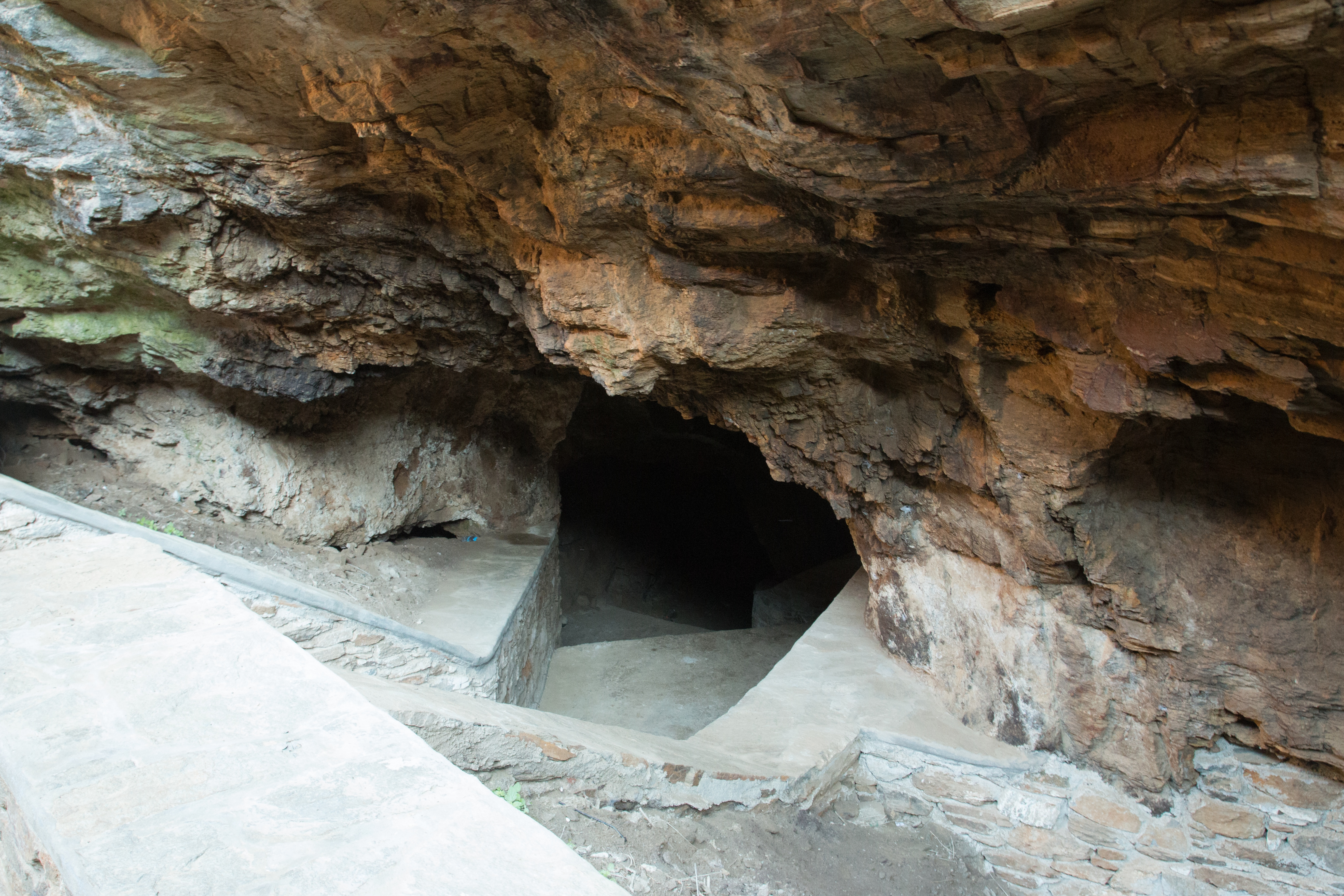
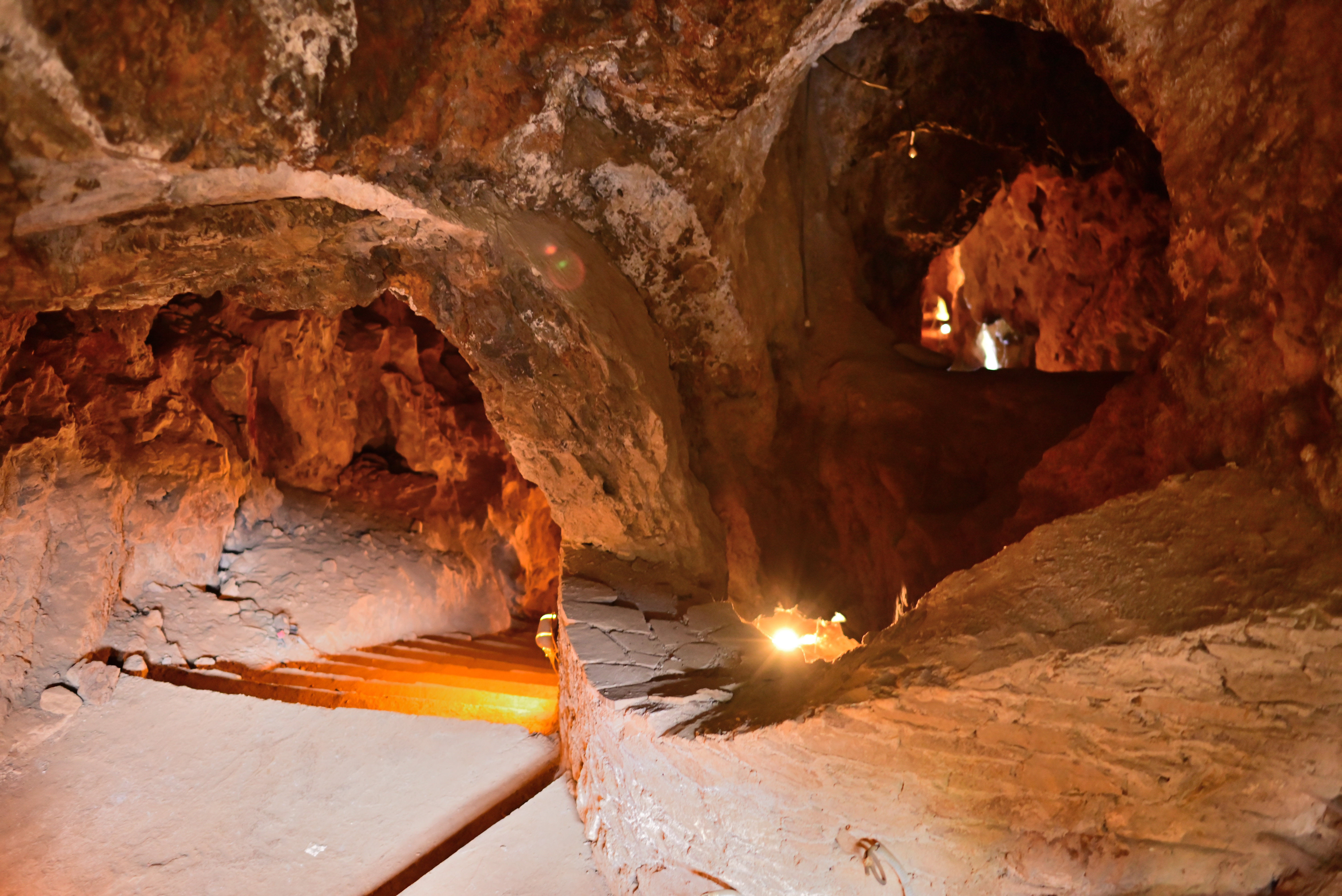
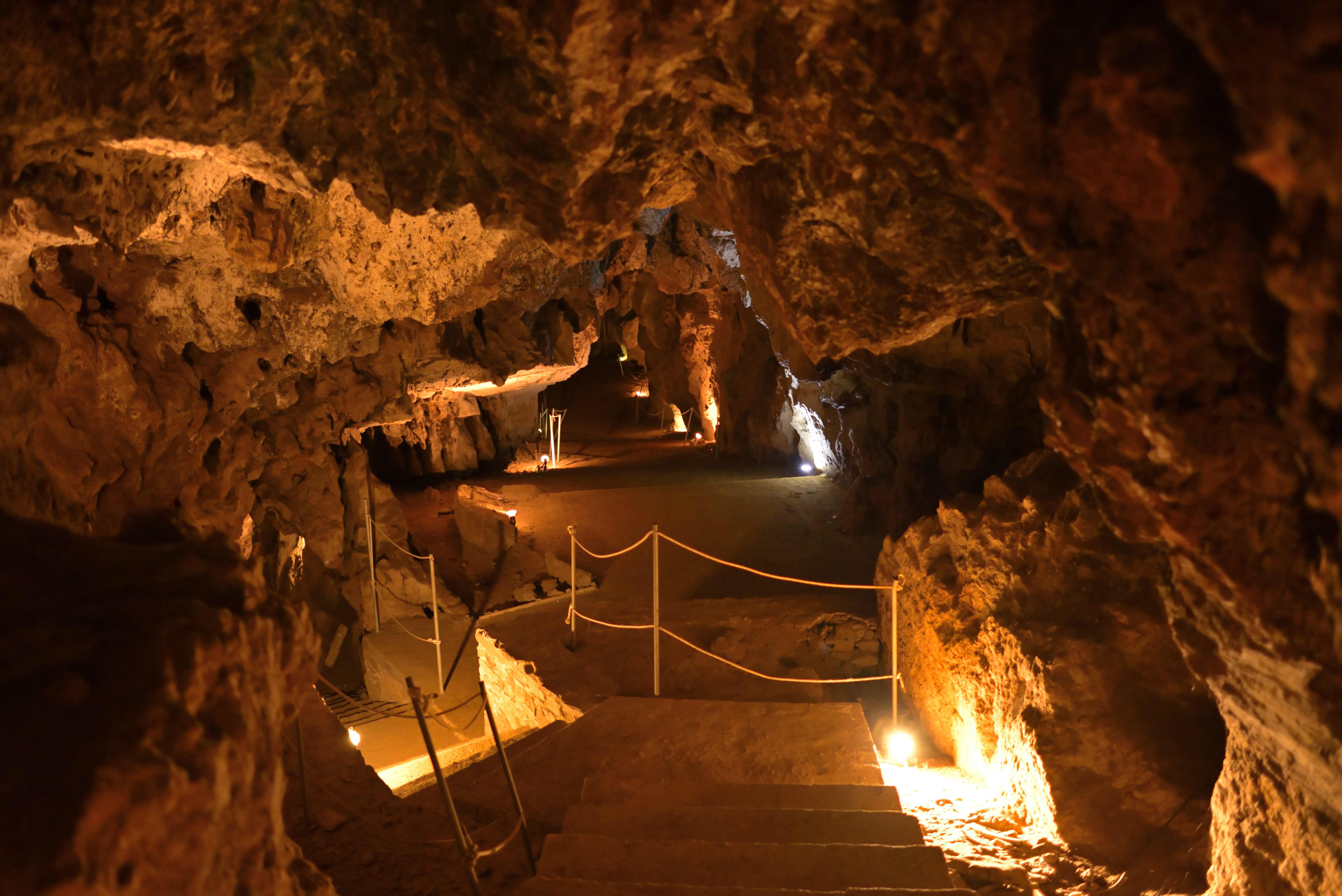
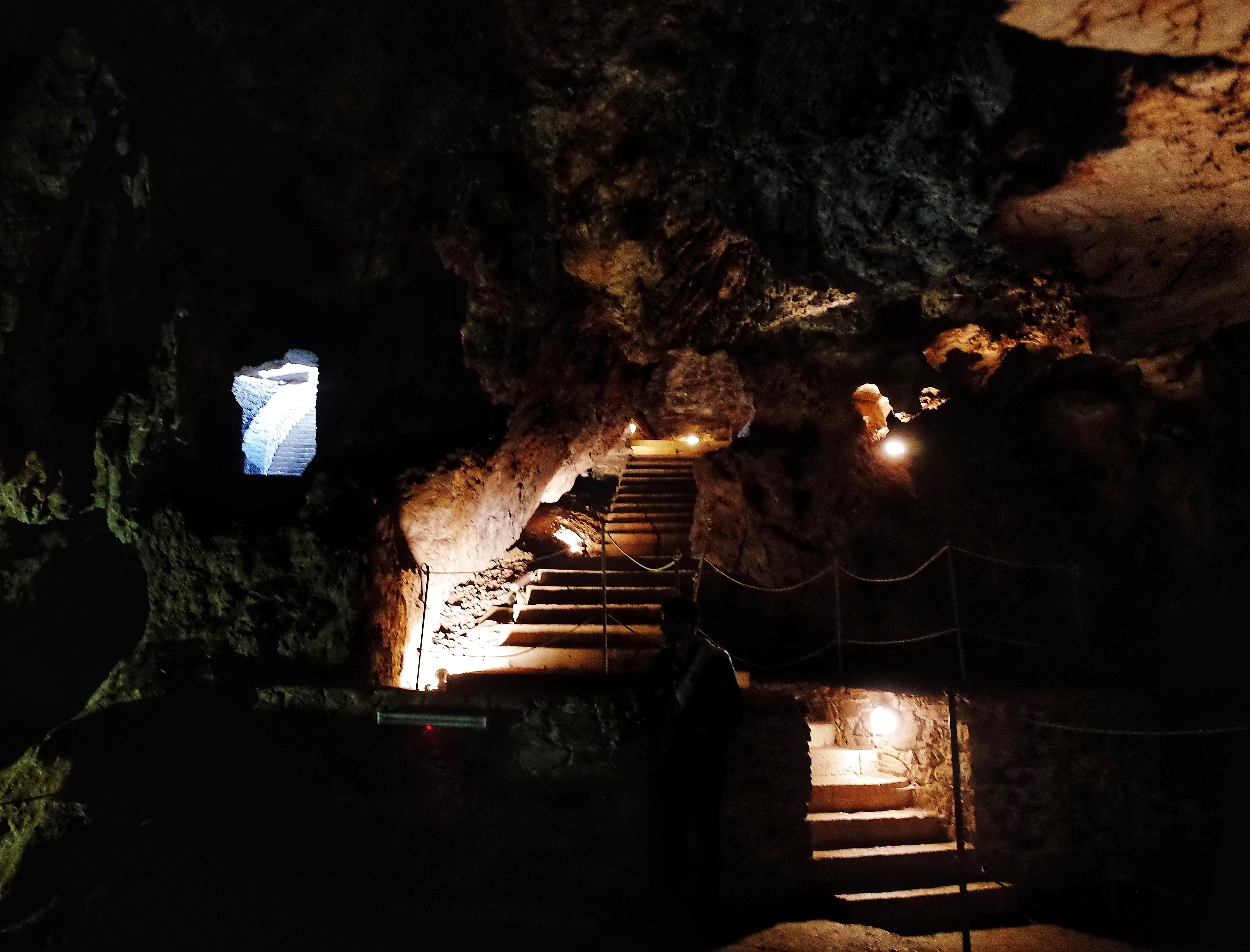
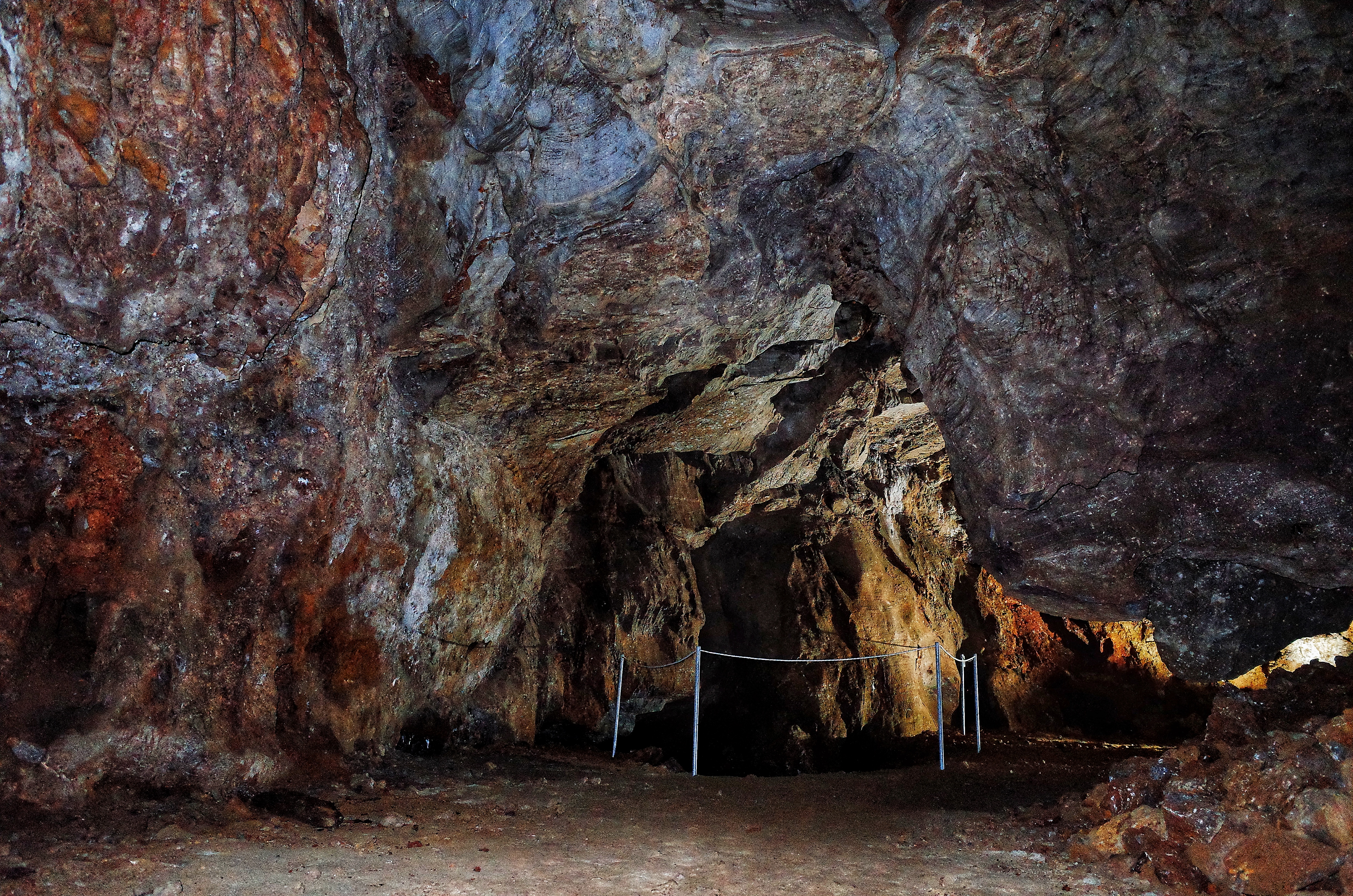